# South Russell, Ohio
South Russell là một làng thuộc quận Geauga, tiểu bang Ohio, Hoa Kỳ. Năm 2010, dân số của làng này là 3810 người.

## Dân số
- Dân số năm 2000: 4022 người.
- Dân số năm 2010: 3810 người.